# 남정현
남정현(南廷賢, 1933년 12월 13일 ~ 2020년 12월 21일)은 대한민국의 소설가이다.

## 주요 이력
현실의 부조리와 병폐를 풍자적으로 다루었으며, 1960년대 중반부터 한반도에 대하여 반핵과 평화의 메시지를 자신의 문학 작품에 실어 왔다.

## 생애
1933년 12월 13일, 충청남도 서산에서 출생하였다. 부친이 일제 강점기 교장 선생님으로 “전기와 전화기가 없는 집에서 살아보지 않았다”고 말할 정도로 집이 부유했다.
그러나, 163센티미터의 키에 40킬로그램에 머물고 있을 만큼 자그마한 체구이다. 두 살 때 높은 데서 떨어져 반년 이상 젖 한 모금 빨지 못하다 간신히 살아났고, 네 살 때 누나가 요람을 태워주는데 잘못해 벽에 부딪히는 사고로 여러 달 고열 속에 시달리기도 했으며, 1938년 충청남도 아산 온양국민학교 교장에 부임하는 아버지를 따라 충청남도 아산에 건너간 그는 1940년 충남 아산 도고국민학교 입학 후 1942년 당시 국민학교 3학년 때는 국민학교를 다니던 충청남도 아산 지방에서 어른들이 칡뿌리 캐는 것을 구경하다가 뒤통수를 곡괭이에 찍혀 의식이 나흘이나 돌아오지 않아 집안에서 장례를 준비하던 도중 눈을 뜬 일이 있기도 하는 등 생명의 고비를 여러 차례 넘었고, 잔병치레가 많았기 때문이다.
해방되던 그 이듬해(1946년) 도고국민학교를 졸업하고 서산농림중학교에 진학했으나 폐결핵에 걸렸다. “결핵에 걸려 힘이 빠지고 누워만 있다보니 책만 읽었다”고 하며, 이때 “해방 후 우리말로 번역된 사회과학서적이 없을 때 일본 와세다대 철학과를 다니던 친구의 형 집에 있던 사회과학·철학 번역서 300권을 다 읽었다”.
폐결핵이 장과 임파선 등으로 전이돼 여러 번 수술했는데, “임파결핵에 걸리면 다 죽었는데 목만 13번을 수술해 안 죽고 지금까지 산 것도 기적”이라고 말했다. 1949년에 겨우 농림학교를 졸업하고 같은 해(1949년) 대전사범학교에 진학했지만, 1950년 6·25가 나자 결국 1년 후 1951년 대전사범학교 중퇴로써 학업을 중단하고 말았다. 전시에 홍익대가 대전으로 이전했을 때 무작정 들어가 강의를 들으며 ‘문학을 생각하게 됐다’고 한다.
1958년 〈경고구역〉으로 〈자유문학〉을 통해 등단했다. 두 번 추천받아야 등단할 수 있었는데, 당시 〈자유문학〉을 주도하던 소설가는 안수길, 주요섭, 이무영 등이었다.
1966년 대표작 〈분지〉가 문제되어 반공법 위반으로 구속되었다가 집행유예로 풀려났다.
1971년 〈민주수호국민협의회〉 결성에 참여했고, 1974년 긴급조치 9호 위반 혐의(민청학련사건)로 6개월간 구속되었다가 9월 긴급조치 해제로 석방되었다. 석방 후 자유실천문인협의회에 참여하고 〈허허선생〉 연작을 통해 사회악과 끊임없이 대결하면서도 풍자의 양식을 폭넓게 구사하는 소설세계를 보여 주었다.
1987년 문학작품에 대한 일련의 해금조치가 단행되면서 작품집 《분지》가 새로이 주목 받았으며, 2002년 제12회 민족예술상(한국민족예술인총연합 제정)을 받았다.
2012년에 안수길 전집 간행위원회 대표를 맡았다.
2020년 12월 21일에 숙환으로 별세하였다.

## 문학 세계
1959년 〈자유문학〉에 단편 〈경고구역〉(警告區域)과 〈굴뚝 밑의 유산〉이 당선되어 문단에 나왔다. 그뒤 〈모의시체〉(模擬屍體, 자유문학, 1959. 7)·〈누락인종〉(漏落人種, 자유문학, 1960. 3)·〈너는 뭐냐〉(자유문학, 1961. 3)·〈혁명이후〉(한양, 1963. 10)·〈분지〉(糞地, 현대문학, 1965. 3)·〈허허(許虛) 선생〉(문학사상, 1973. 2) 등을 발표했다.
소설집으로 〈너는 뭐냐〉(1965)·〈굴뚝 밑의 유산〉(1967)·〈서울을 사는 고독과 희열〉(1969)·〈사랑하는 소리〉(1978)·〈분지〉(1987) 등이 있다.

## 기타 이외 이력
- 홍익대학교 겸임교수
- 민주당 당무위원(1996년 8월 ~ 1997년 8월)

## 가족 관계
- 아들: 남돈희(1960년 ~ )
  - 며느리: 나명주(1967년 ~ )
- 딸: 남진희(1969년 ~ )
  - 사위: 우승훈(1966년 ~ )

## 같이 보기
- 분지 필화 사건